# Hector Heusghem
Hector Nicolas Heusghem (Ransart, 15 febbraio 1890 – Montigny-le-Tilleul, 29 marzo 1982) è stato un ciclista su strada belga.
Professionista dal 1912 al 1925, conta la vittoria di due tappe al Tour de France.

## Carriera
Professionista degli anni venti, ottenne i migliori risultati al Tour de France, dove fu due volte secondo nella classifica generale finale. Fra gli altri risultati, il secondo posto nel Giro del Belgio 1919 e il settimo alla Liegi-Bastogne-Liegi del 1921. Anche i fratelli Louis e Pierre-Joseph furono ciclisti professionisti.

## Palmarès
- 1914 (Peugeot, una vittoria)

4ª tappa Giro del Belgio (Dinant > Namur)
- 1919 (La Sportive, una vittoria)

4ª tappa Giro del Belgio (Lussemburgo > Namur)
- 1920 (La Sportive, una vittoria)

10ª tappa Tour de France (Nizza > Grenoble)
- 1921 (individuale, una vittoria)

6ª tappa Tour de France (Bayonne > Bagnères-de-Luchon)

## Piazzamenti

### Grandi Giri
- Tour de France

1913: ritirato (7ª tappa)
1919: ritirato (1ª tappa)
1920: 2º
1921: 2º
1922: 4º
1923: ritirato (9ª tappa)
1924: ritirato (7ª tappa)
1925: ritirato (12ª tappa)

### Classiche monumento
- Parigi-Roubaix

1920: 15º
1922: 16º
- Liegi-Bastogne-Liegi

1921: 15º